# Некрополь Сон-Реаль
Некрополь Сон-Реаль — доісторичний некрополь на північному узбережжі іспанського острова Мальорка у складі Балеарських островів. Про культуру творців некрополя відомо мало через відсутність писемних пам'яток. Відноситься до VII-IV століть до Р. Х., тобто до так званого постталайотського періоду, проте використовувався для поховань і пізніше.
Археологічні розкопки розпочалися в 1957 році і завершилися в 1970 році. 109 збережених поховань нагадують зменшені копії кораблеподібних навет, інші — круглі і квадратні вежі, поширені на пізніх етапах талайотської культури. При цьому круглі гробниці археологи відносять до кінця 7 ст. до Р. Х., гробниці у вигляді куп - 5 ст., а прямокутні - до 4 ст. до Р. Х. Частина некрополя не збереглася через морську ерозію.
У похованнях біля 300 небіжчиків виявлено зброю, прикраси і предмети повсякденного побуту, а також кістки тварин і мушлі. Будинки в основному спрямовані на південний схід і як правило мають по дві ніші, в яких укладені трупи в скорченому положенні. З 4 ст. до Р. Х. практикувалися також кремація. Поблизу некрополя на острові с'Іллот-дес-Поррос знаходяться додаткові поховання.
Незрозумілим залишається походження похованих на Сон-Реаль, оскільки до теперішнього часу поблизу некрополя не виявлено поселень. Раніше науковці вважали, що некрополь був фінікійським, на початок ХХІ сторіччя ця гіпотеза відкинута. Знахідки з поховань виставлені в монографічному музеї руїн римського міста Полленція (Museu monogràfic de Poŀlèntia) у м Алькудія.